# Yasuhiro Suzuki
Yasuhiro Suzuki (Sapporo, 25 novembre 1987) è un pugile giapponese.

## Palmarès
- Campionati asiatici

Bangkok 2015: argento nei pesi welter.